# Грудницький Олександр Григорович
Грудницький Олександр Григорович (нар. 7 (19) липня 1892 — після 28 серпня 1921) — політичний діяч, письменник, публіцист.

## Біографічні відомості
Народився в місті Полтава. Закінчив гімназію, навчався в Київському комерційному інституті, а за іншими даними на юридичному факультеті Київського університету ім. Святого Володимира. Брав участь у І-й Світовій війні, останнє звання в російській армії — поручик.
Член Української соціал-демократичної робітничої партії. Від березня 1917  року — співробітник її центрального органу — «Робітничої газети».
За режиму Павла Скоропадського Грудницький — учитель, державний службовець у Золотоніському повіті Полтавської губернії. Після падіння Української Держави організував і очолив Золотоніський ревком, а згодом — повітвиконком, орієнтуючись на Директорію УНР, а від січня 1919  року — на радянську владу. Незабаром увійшов до Української соціал-демократичної робітничої партії (незалежних) і зайняв ворожу щодо більшовицької влади позицію, шукаючи політичних контактів з українськими повстанцями, з одного боку, і з Симоном Петлюрою — з другого.
Від квітня 1919 р.  року — один із керівників антибільшовицьких виступів у Середньому Подніпров'ї. Намагався політично підпорядкувати та скоординувати дії розрізнених повстанських загонів і таким чином блокувати Київ. 10 квітня 1919 року в Трипіллі на Київщині був створений Всеукраїнський ревком, головою якого став Олександр Грудницький, військовим комісаром був отаман Зелений, а до складу ревкому ввійшли отамани Євген Ангел та Дмитро Соколовський. Ревкомом при участі лівих українських партій 17 квітня був утворений у Каневі Раднарком на противагу більшовицькому на чолі з Х. Раковським. Головою Раднаркому також став О. Грудницький. В кінці квітня після поразок отамана Зеленого Раднарком припинив свою діяльність.
Влітку 1919 року неофіційно примкнув до групи УСДРП (незалежних — лівих), а з ними — до Української комуністичної партії (боротьбистів). Очолював партизанський загін, який діяв проти військ генерала А. Денікіна на Полтавщині та Катеринославщині, а в жовтні 1919 року влився до боротьбистського з'єднання Я. Огія, К. Матяша, О. Лісовика. Редаґував газету боротьбистів «Український Пролетар». У березні 1920 року напередодні самоліквідації боротьбистів Грудницький відійшов від них, не бажаючи підпорядковуватися РКП(б). У листопаді 1919 року вів політичні переговори з Нестором Махном про створення української Червоної армії і з її допомогою — самостійної Української радянської республіки. Редагував у Катеринославі (нині м. Дніпро) махновську газету українською мовою «Шлях до волі» і одночасно видання УКП(б) — газету «Боротьба». Після відступу білих з України Грудницький — член Катеринославського губкому УКП(б), завідував його літературним відділом. Публічно вів гостру полеміку з більшовиками щодо національного питання.
Далі О. Грудницький перекинувся на боротьбу з більшовиками, діяв на Київщині. Він об'єднав свої можливості з повстанцями українського поета Григорія Чупринки. Г. Чупринка очолював невеликий мобільний загін, який збирався за необхідністю, і мав великий запас зброї. Грудницький в селах Зазим'я і Літки роздав зброю повсталим селянам. Причиною повстання стала спроба конфіскації червоноармійцями 12-ї армії на військові потреби коней в селах у квітні 1920 року, напередодні посівної кампанії, що прирікало жителів на майбутній голод. Селяни розгромили сільради, вбили місцеву владу, а потім у Зазим'ї розгромили загін Київської ЧК під командуванням комбата Шпаковського. Повстання тривало більше місяця і було жорстоко придушене «дикою» 7-ю башкирською бригадою 7-ї червоної дивізії.
Влітку 1920 року згідно з наказом Симона Петлюри Україна була поділена на чотири райони: Волинський, Поділля-Херсон, Катеринослав-Полтава та Чернігів-Харків. Командиром повстанців району Чернігів-Харків було призначено Грудницького. В наказі його названо отаманом Ангелом. Симон Петлюра вважав, що використання імені загиблого отамана підтримує віру народу в безперервність, непереможність та успішність визвольного руху. Про використання Грудницьким імені отамана Ангела згадував у своїх мемуарах і підполковник армії УНР Михайло Середа. «Це був уже інший Ангел», — писав він.
На початку 1921 року О. Грудницький працював учителем в селі Голе на Київщині, де на основі місцевої «Просвіти» створив повстанський комітет та встановив зв'язки з отаманами Мордалевичем, Орликом і Струком. У лютому 1921 року представники української інтелігенції організували у Києві повстанську групу, на основі якої у березні 1921 року було утворено Всеукраїнський центральний повстанський комітет, що підпорядковувався Повстансько-партизанському штабу армії УНР у Польщі. Уповноваженим по військовим справам тимчасово було призначено Грудницького. Він не мав належного військового досвіду, тому в червні 1921 року із польського штабу був висланий до комітету генерал-хорунжий В. Галкін, але до Києва він не доїхав. Грудницький передав командування Північною групою повстанських військ отаману Ю.Мордалевичу.
Відомості про подальшу діяльність Грудницького суперечливі, наявні джерела містять взаємовиключаючі дані. Пов'язано це з недавно відкритими архівними документами ОГПУ. З метою дискредитації діячів повстанського руху чекісти часто оголошували їх своїми агентами, приховуючи справжніх інформаторів.
По даним архівів ОГПУ О. Грудницький на початку квітня 1921 року став секретним співробітником Київської ЧК. Він активно спілкувався з повстанцями Київщини, мав підробні документи від імені Симона Петлюри і використовував псевдоніми Ангел, Вернигора, Струк та Шуба. Але за іншими даними документи були справжніми, Грудницький отримав мандат безпосередньо від Симона Петлюри та Юрія Тютюнника. Про свої відвідини Повстансько-партизанського штабу армії УНР у Польщі навесні 1921 року писав Юрій Горліс-Горський у художньо-історичному романі «Холодний яр». Там згадується отаман Вернидуб з Чернігівщини, вдягнений в однострій студента київського університету. Імовірно, то і був Грудницький.
Схоже, що Грудницький вів подвійну гру, оскільки повстанці у ряді випадків отримували попередження про облави чекістів і уникали арешту.
Деякі автори пишуть, що чекісти майже одразу довідалися про Центрповстанком, а стосовно Грудницького вони влаштували провокацію, наказавши йому на початку травня 1921 року повідомити червоноармійському батальйону на ст. Бородянка про місцезнаходження загону отамана Мордалевича. Грудницький все зрозумів і встиг зникнути. Він перейшов на нелегальне становище і працював у залізничному кооперативі в Полтаві під ім'ям Олександр Куниця.
До серпня 1921 року Київська ЧК заарештувала більшість членів повстанського комітету. Грудницького заарештували 28 червня 1921 року, хоча за даними з архіву ОГПУ він здався добровільно. За даними В. Я. Ревегука Грудницького арештували в Полтаві.
У в'язниці і на допитах він називав себе отаманом Ангелом, слідчий зробив запит в апарат ЧК, звідки надійшла відповідь, що справжній отаман Ангел загинув ще два роки тому. Слідству повідомили, що Грудницький є секретним співробітником ЧК, але у київських чекістів був донос, з якого випливало, що насправді він є повстанцем і пов'язаний з повстанськими отаманами Київщини. Зокрема, чекісти вважали, що саме він і є отаманом Шубою. Грудницький же стверджував, що псевдоніми Шуба і Ангел він використовував тільки для провокування петлюрівців. Рятуючи власне життя, пояснював свою участь у повстанському русі бажанням прислужитися радянській владі.
Грудницькому не повірили і відповідно до Постанови колегії Київського губернського ЧК від 28 серпня 1921 року йому винесли смертний вирок. Фото Грудницького в кримінальній справі немає, дата і місце розстрілу невідомі, як і місце поховання. Є свідчення, що Олександра Грудницького розстріляли в 1922 році разом з Григорієм Чупринкою. Як написав В. Я. Ревегук: «Четвертим у списку приречених був О.Грудницький. Свою трагічну долю він передбачив ще на початку Української революції: „Дарма. Де рубають, там тріски летять. Де боротьба, там і жертви, і я буду такою. Тільки зарані, тільки зарані я на шляху впаду“. Але на обраному шляху боротьби за державну незалежність України він, помиляючись і вагаючись, свідомо йшов до кінця».
За даними Я. Тинченко в 1930 році Грудницький під вигаданим ім'ям працював у Баку інженером на нафтопереробному заводі. Це інформація із архівів ОГПУ. До нього, ніби-то, приїздили для консультацій емісари з емігрантських організацій. В українських емігрантських колах саме Грудницького вважали «достовірним» отаманом Ангелом. Хто то був — невідомо.
Реабілітований в 1996 році.

## Творчий доробок
Як літератор О. Грудницький проявив себе у 15-річному віці, ще будучи гімназистом. У період 1910–1914 рр. його твори українською та російською мовами друкувалися на сторінках української газети  «Рада», в  загальноросійських журналах/часописах «Русское богатство» та «Новый журнал для всех», а також в українському літературно-громадському журналі «Українська хата». У період національно-визвольних змагань 1917–1918 рр. О.Грудницький був автором художніх та публіцистичних творів, які публікувалися у київських журналах «Кооперативна зоря», «Будяк», «Книгарь» та «Універсальний журнал». Автор збірки новел «П'ять бризків пензля» (1919).